# Coupe du monde de triathlon 2007
Navigation
Édition précédente Édition suivante
Cet article fournit diverses informations sur la saison 2007 de la coupe du monde de triathlon.

## Calendrier / Résultats
| Étape | Manche                                    | Podium | Podium                             | Podium                              |
| Étape | Manche                                    | Pos.   | Homme                              | Femme                               |
| ----- | ----------------------------------------- | ------ | ---------------------------------- | ----------------------------------- |
| 1     | Mooloolaba Australie (25 mars)            | 1er    | Brad Kahlefeldt Australie          | Emma Snowsill Australie             |
| 1     | Mooloolaba Australie (25 mars)            | 2e     | Javier Gómez Espagne               | Erin Densham Australie              |
| 1     | Mooloolaba Australie (25 mars)            | 3e     | Kris Gemmell Nouvelle-Zélande      | Vanessa Fernandes Portugal          |
|       |                                           |        |                                    |                                     |
| 2     | Ishigaki Japon (15 avril)                 | 1er    | Courtney Atkinson Australie        | Vanessa Fernandes Portugal          |
| 2     | Ishigaki Japon (15 avril)                 | 2e     | Bevan Docherty Nouvelle-Zélande    | Emma Snowsill Australie             |
| 2     | Ishigaki Japon (15 avril)                 | 3e     | Kris Gemmell Nouvelle-Zélande      | Debbie Tanner Nouvelle-Zélande      |
|       |                                           |        |                                    |                                     |
| 3     | Lisbonne Portugal (6 mai)                 | 1er    | Javier Gómez Espagne               | Vanessa Fernandes Portugal          |
| 3     | Lisbonne Portugal (6 mai)                 | 2e     | Filip Ospaly République tchèque    | Michelle Dillon Royaume-Uni         |
| 3     | Lisbonne Portugal (6 mai)                 | 3e     | Brad Kahlefeldt Australie          | Christiane Pilz Allemagne           |
|       |                                           |        |                                    |                                     |
| 4     | Richards Bay Afrique du Sud (13 mai)      | 1er    | Hendrik De Villiers Afrique du Sud | Kirsten Sweetland Canada            |
| 4     | Richards Bay Afrique du Sud (13 mai)      | 2e     | Volodymyr Polikarpenko Ukraine     | Magali Messmer Suisse               |
| 4     | Richards Bay Afrique du Sud (13 mai)      | 3e     | Alexander Bryukhankov Russie       | Christiane Pilz Allemagne           |
|       |                                           |        |                                    |                                     |
| 5     | Madrid Espagne (3 juin)                   | 1er    | Filip Ospaly République tchèque    | Vanessa Fernandes Portugal          |
| 5     | Madrid Espagne (3 juin)                   | 2e     | Javier Gómez Espagne               | Andrea Hewitt Nouvelle-Zélande      |
| 5     | Madrid Espagne (3 juin)                   | 3e     | Ivan Rana Espagne                  | Michelle Dillon Royaume-Uni         |
|       |                                           |        |                                    |                                     |
| 6     | Vancouver Canada (10 juin)                | 1er    | Simon Whitfield Canada             | Samantha Warriner Nouvelle-Zélande  |
| 6     | Vancouver Canada (10 juin)                | 2e     | Andy Potts États-Unis              | Sarah Haskins États-Unis            |
| 6     | Vancouver Canada (10 juin)                | 3e     | Matthew Reed États-Unis            | Erin Densham Australie              |
|       |                                           |        |                                    |                                     |
| 7     | Des Moines États-Unis (17 juin)           | 1er    | Rasmus Henning Danemark            | Laura Bennett États-Unis            |
| 7     | Des Moines États-Unis (17 juin)           | 2e     | Bevan Docherty Nouvelle-Zélande    | Annabel Luxford Australie           |
| 7     | Des Moines États-Unis (17 juin)           | 3e     | Javier Gómez Espagne               | Mariana Ohata Brésil                |
|       |                                           |        |                                    |                                     |
| 8     | Edmonton Canada (24 juin)                 | 1er    | Bevan Docherty Nouvelle-Zélande    | Emma Moffatt Australie              |
| 8     | Edmonton Canada (24 juin)                 | 2e     | Alexander Bryukhankov Russie       | Kirsten Sweetland Canada            |
| 8     | Edmonton Canada (24 juin)                 | 3e     | Sven Riederer Suisse               | Annabel Luxford Australie           |
|       |                                           |        |                                    |                                     |
| 9     | Kitzbühel Autriche (22 juillet)           | 1er    | Simon Whitfield Canada             | Andrea Hewitt Nouvelle-Zélande      |
| 9     | Kitzbühel Autriche (22 juillet)           | 2e     | Frederic Belaubre France           | Eva Dollinger Autriche              |
| 9     | Kitzbühel Autriche (22 juillet)           | 3e     | Brad Kahlefeldt Australie          | Nicky Samuels Nouvelle-Zélande      |
|       |                                           |        |                                    |                                     |
| 10    | Salford Royaume-Uni (29 juillet)          | 1er    | Javier Gómez Espagne               | Vanessa Fernandes Portugal          |
| 10    | Salford Royaume-Uni (29 juillet)          | 2e     | Brad Kahlefeldt Australie          | Samantha Warriner Nouvelle-Zélande  |
| 10    | Salford Royaume-Uni (29 juillet)          | 3e     | Simon Whitfield Canada             | Kate Allen Autriche                 |
|       |                                           |        |                                    |                                     |
| 11    | Tiszaújváros Hongrie (11 août)            | 1er    | Javier Gómez Espagne               | Samantha Warriner Nouvelle-Zélande  |
| 11    | Tiszaújváros Hongrie (11 août)            | 2e     | Kris Gemmell Nouvelle-Zélande      | Emma Moffatt Australie              |
| 11    | Tiszaújváros Hongrie (11 août)            | 3e     | Frederic Belaubre France           | Debbie Tanner Nouvelle-Zélande      |
|       |                                           |        |                                    |                                     |
| 12    | Beijing Chine (15 septembre–16 septembre) | 1er    | Javier Gómez Espagne               | Vanessa Fernandes Portugal          |
| 12    | Beijing Chine (15 septembre–16 septembre) | 2e     | Courtney Atkinson Australie        | Emma Snowsill Australie             |
| 12    | Beijing Chine (15 septembre–16 septembre) | 3e     | Bevan Docherty Nouvelle-Zélande    | Laura Bennett États-Unis            |
|       |                                           |        |                                    |                                     |
| 13    | Rhodes Grèce (7 octobre)                  | 1er    | Kris Gemmell Nouvelle-Zélande      | Vanessa Fernandes Portugal          |
| 13    | Rhodes Grèce (7 octobre)                  | 2e     | Alistair Brownlee Royaume-Uni      | Andrea Whitcombe Royaume-Uni        |
| 13    | Rhodes Grèce (7 octobre)                  | 3e     | Courtney Atkinson Australie        | Vendula Frintová République tchèque |
|       |                                           |        |                                    |                                     |
| 14    | Cancún Mexique (4 novembre)               | 1er    | Simon Whitfield Canada             | Julie Ertel États-Unis              |
| 14    | Cancún Mexique (4 novembre)               | 2e     | Paul Tichelaar Canada              | Carole Péon France                  |
| 14    | Cancún Mexique (4 novembre)               | 3e     | Volodymyr Polikarpenko Ukraine     | Sarah Haskins États-Unis            |
|       |                                           |        |                                    |                                     |
| 15    | Eilat Israël (1er décembre)               | 1er    | Hirokatsu Tayama Japon             | Nicola Spirig Suisse                |
| 15    | Eilat Israël (1er décembre)               | 2e     | Volodymyr Polikarpenko Ukraine     | Juri Ide Japon                      |
| 15    | Eilat Israël (1er décembre)               | 3e     | Alexander Bryukhankov Russie       | Annabel Luxford Australie           |
|       |                                           |        |                                    |                                     |

## Par nation
| Rang | Nation           | Victoires |
| ---- | ---------------- | --------- |
| 1    | Portugal         | 6         |
| 2    | Nouvelle-Zélande | 5         |
| 3    | Australie        | 4         |
| 3    | Canada           | 4         |
| 3    | Espagne          | 4         |
| 6    | États-Unis       | 2         |
| 7    | Afrique du Sud   | 1         |
| 7    | Danemark         | 1         |
| 7    | Japon            | 1         |
| 7    | Suisse           | 1         |
| 7    | Tchéquie         | 1         |

## Classements généraux
| Rang               | Nom                    |
| ------------------ | ---------------------- |
| Médaille d'or      | Javier Gomez           |
| Médaille d'argent  | Simon Whitfield        |
| Médaille de bronze | Brad Kahlefeldt        |
| 4                  | Bevan Docherty         |
| 5                  | Kris Gemmell           |
| 6                  | Volodymyr Polikarpenko |
| 7                  | Alexander Bryukhankov  |
| 8                  | Courtney Atkinson      |
| 9                  | Ivan Rana              |
| 10                 | Daniel Unger           |

| Rang               | Nom               |
| ------------------ | ----------------- |
| Médaille d'or      | Vanessa Fernandes |
| Médaille d'argent  | Emma Moffatt      |
| Médaille de bronze | Samantha Warriner |
| 4                  | Emma Snowsill     |
| 5                  | Debbie Tanner     |
| 6                  | Nicola Spirig     |
| 7                  | Laura Bennett     |
| 8ex                | Liz Blatchford    |
| 8ex                | Annabel Luxford   |
| 10                 | Magali Messmer    |